# Erika Nissen
Erika Nissen (Kongsvinger, 17 juli 1845 – Christiania, 27 oktober 1903) was een Noors pianiste en muziekdocent.
Ze werd geboren als Erika Røring Møinichen Lie in het gezin van de jurist Michael Strøm Lie en Ingeborg Birgitte Røring Møinichen. Ze is de zus van Thomasine Lie, die huwde met schrijver Jonas Lie. Tevens was ze nicht van Erik Røring Møinichen, broer van Ingeborg Birgitte. Zelf is de moeder van pianist Karl Nissen.
Haar eerste lessen kreeg ze van haar moeder, maar ook van haar oudere zus Ida Lie. Op zevenjarige leeftijd stierf haar vader en het gezin vertrok vanuit Kongsvinger naar Oslo. Ze kreeg daar als vijftienjarige lessen van componist/pianist Halfdan Kjerulf, die meteen haar talent zag. Hij stuurde haar samen met een jonge Agathe Backer naar Berlijn. Gezamenlijk kregen zij onderricht van Theodor Kullak aan het door hem opgerichte Neue Akademie der Tonkunst. Ook buiten de lessen trokken ze met elkaar op en ze werden door dirigent Hans von Bülow ook wel de "vleugelzusjes" genoemd. Tegelijkertijd had ook Edmund Neupert les van Kullak. Al gedurende de studie bij Kullak begon Erika Lie zelf les te geven. Ze is dan enige tijd verloofd met Rikard Nordraak. In 1866 sloot ze haar studie af met een concert, dat goede kritieken kreeg. Vervolgens was ze op de Europese concertpodia te vinden met concerten en een studie bij Thomas Tellefsen in Parijs (met werken van Frédéric Chopin). Even later speelde ze in Londen met zangeres Jenny Lind. In 1870 ging ze doceren aan het Conservatorium van Kopenhagen, maar werd ook lid van Kungliga Musikaliska Akademien te Stockholm. In 1871 gaf ze een concert in het Gewandhaus in Leipzig. Ze kon vervolgens optreden in de Verenigde Staten, maar in 1874 koos ze voor het huwelijk met arts Oscar Nissen. In 1876 was ze in Nederland te bewonderen. Ze trok zich vervolgens terug in Noorwegen en gaf daar concerten, maar hielp ook jonge musici aan podiumervaring. In eerste instantie kweekte ze daarmee goodwill, maar later werd ze gezien als te progressief (voor een Noorse vrouw) en viel enigszins uit de gratie. Het viel haarzelf op, aldus een brief aan Edvard Grieg uit 1884. Vanaf 1894 kreeg ze een toelage van de staat. In 1895 liep haar huwelijk uit op een echtscheiding. Ze trok weer in bij haar zus Ida Lie. Toch liep men met haar weg als ze zelf optrad of met haar zoon Karl Nissen. Samen met hem gaf ze de première van Duette für zwei Klaviere zu vier Händen van Christian Sinding. De adoratie liep soms hoog zoals na een concert in Bergen dat wordt gerecenseerd als "Goddelijk, als een eredienst". Later ging haar gezondheid achteruit, maar gaf ze desondanks concerten voor de armere bevolking van Oslo.  
Erika Nissen was ook enige tijd organist te Oslo.
Een aantal werken is aan haar opgedragen. De bekendste daaronder zijn de Fra Holbergs tid van Edvard Grieg. En het Pianoconcert van Christian Sinding.
- Gemeinsame Normdatei: 11698676X
- International Standard Name Identifier: 0000 0003 6831 894X
- KulturNav: b5d380ef-9a9e-44ee-bb74-8b2e0273fb89
- MusicBrainz: 5e84495c-4880-433c-9492-d938d072696e
- Virtual International Authority File: 315524555
- WorldCat: E39PBJqFQvr9Xc9GRB7m7yd4v3